# Gul Mohamad Zhowandai
Gul Mohamad Zhowandai, född 1905 i Kabul, Afghanistan, död 1988 var en afghansk författare och poet. Zhowandai publicerade på persiska.